# Herman Herman
Herman Herman, cuyo nombre real era Herman Sighuas Sandoval (Paita, Perú, 2 de abril de 1951-Lima, 26 de septiembre de 2008), fue un actor, dramaturgo, abogado, cantante y escritor peruano.

## Biografía
Fue el segundo de siete hermanos. Se casó con María Cecilia Rivas Eguren (sobrina nieta del poeta José María Eguren), compañera de teatro y Psicóloga de la PUCP con la que compartiría su vida y tendría 3 hermosas hijas, Maricel Sighuas , Sandra Sighuas y Belisa Sighuas que actualmente destacan en el campo de la Cultura y Psicología clínica fuera del Perú. Fue premiado desde temprana edad cuando gana por primera vez un concurso y logra demostrar su gran sensibilidad artística con su poemario Para el niño que nunca fui en1962, a la edad de 11 años, en el concurso de poesía para niños y adolescentes, promovido por la Embajada de España en el Perú. Su gran sensibilidad y gran capacidad como escritor lo condujo a escribir y posterior mente a encontrar en la escritura narrativa la fuente de toda su creatividad como actor. Estudió Derecho en la Universidad Nacional Federico Villarreal, estudió también segunda especialidad en Docencia Universitaria y en la actualidad fue el primer dramaturgo peruano que entra en el campo Psicodramático estudiando posteriormente Psicología Clínica. En 1977 ganó el primer concurso de poesía a nivel nacional organizado por la Universidad Nacional Federico Villarreal.
Uno de los aportes más grandes dentro del ámbito profesional fue los estudios que realizó en el psicodrama , donde plasmo uno de sus mayores aportes como actor , escritor y psicólogo clínico.
Su gran peculiaridad artística lo llevó a encaminar su obra con grandes índoles sociales y educativas en el Perú. 
Estudió en la Escuela Nacional Superior de Arte Dramático. Formó parte de la Compañía de Teatro de Elvira Travesí. 
Fue docente en la Escuela Nacional Superior de Arte Dramático, Museo de Arte de Lima, Universidad Nacional Mayor de San Marcos, Escuela de Periodismo Jaime Bausate y Meza, Instituto Peruano de Publicidad (IPP), Centro Cultural Peruano Japonés, Universidad Alas Peruanas. También trabajó como Gerente de Canal 7. Fue asesinado a la salida de su trabajo, la tesis de robo no entrando en vigor, se desconoce hasta el día de hoy la causa de esta agresión, la policía por motivos oscuros no siguen (por el momento) con las investigaciones del caso.
Fue el primer dramaturgo que trabajo bajo un enfoque de intervención social en el tema del arte , realizando más de cuatro psicodramas de índole preventivos en penales de alta seguridad , asentamientos humanos y haciéndose cargo de campañas preventivas contra enfermedades como: cáncer y sida en el Perú. Su última obra fue la adaptación de Mi Cristo roto de Crue, obra que fue adaptada a la realidad de violencia que vivió nuestro país en la época de los años 80 en Ayacucho. Dicho monólogo no pudo ser realizado por el por su partida pero se puso en escena en homenaje a su partida. Es una de las mejores obras adaptadas donde Herman Herman deja y pone a flor de piel su gran capacidad actoral y su gran capacidad como guionista y escritor. Dejando ver su gran sensibilidad que lo caracterizó como uno de los mejores dramaturgos que tuvo el país.

## Teatro
Como director
- Los derechos de Juan (1989)
- El hombre que no sabía decir no (1990)
- Edipo Rey (1991)
- La Cenicienta (1991)
- El príncipe de los Dragones Chinos (1991)
- Los rockeros nunca mueren (1991)
- Bodas de sangre (1992)
- La Bella y la Bestia (1992)
- La dama y el vagabundo (1993)
- Cascanueces (1994)
- Dicen que dices que estoy loco (1995)
- Los rockeros nunca mueren (1997)
- Los ojos de Cristo (1998)
- Tiempos de Sida
- El hombre que no sabía decir no (2002)
- La iniciación de Nicky (2005)
- Ollantay, un amor prohibido (2005)
- El Señor de los negros y los cholos (2005)
- El maravilloso mundo del Mago de Oz (2005)
- La Bella y la Bestia (2005)
- Blanca Nieves y el caballito que habla (2006)
- El león dormido (2006)
- El niño galleta (2006)
- Tradiciones peruanas (2006)
  - Don Dimas de la Tijereta
  - Consolación
  - Al rincón quita calzón
- La Odisea (2006)
- Penélope (2007)
- Ángeles sin cabello (2008)
- Calixto Garmendia (2008)
- Mi Cristo roto (2008)

Como actor
- Bodas de sangre (1971) - Compañía de Elvira Travesí
- Dicen que dices que estoy loco (1995)
- Los ojos de Cristo (1998)
- Tiempos de Sida
- El maravilloso mundo del Mago de Oz (2005) ... Hunk/Espantapájaros
- Penélope (2007) ... Ulises
- Calixto Garmendia (2008) ... Calixto
- Mi Cristo roto (2008)

Como dramaturgo
- El hombre que no sabía decir no (1990)
- El príncipe de los dragones chinos (1991)
- Dicen que dices que estoy loco (1995)
- Tiempos de Sida
- El Señor de los negros y los cholos (2005)
- Ángeles sin cabello (2008)
- Mr. Grey (obra aún no publicada))

## Televisión
Como actor
- Barragán (1984) (serie) ... Cabo Cano
- La casa de enfrente (1985) (telenovela)
- Desencadenados (serie)
- Gabriela (1998) (telenovela)

Como guionista
- Gamboa (1984) (serie)
- Barragán (1984) (serie)
- La casa de enfrente (1985) (telenovela)
- Desencadenados (serie)
- Cuando los ángeles lloran (1993) (telenovela)

## Radio
Radionovelas
- Historias del corazón (2001)
  - Tuya o de nadie
  - Ese hombre es mío
  - Que Dios te perdone
  - Acoso sexual
  - Un extraño en casa
  - Deuda de amor
  - Amantes salvajes
  - El último amor
  - Un collar de esmeraldas

## Discografía
- La Sopa
- La Yenka del Burro
- La Leyenda de la Flor de Loto
- Ángeles sin cabello
- Mi Cristo roto

## Canciones
- La Sopa
- Bola, Bola, Bolita, La muñeca de nieve
- La yenka del Burro
- Haz Deporte
- Zapateando con los fantasmas
- Ángeles sin cabello
- Barco Fantasma
- Canción del Galletón
- Mi Cristo roto